# لیبرتی فینیکس
لیبرتی فینیکس (به انگلیسی: Liberty Phoenix) هنرپیشه پیشین آمریکایی است. او خواهر بزرگتر سامر فینیکس و خواهر کوچکتر ریور فینیکس، رین فینیکس و واکین فینیکس است.
مادر او، آرلین شارون، در نیویورک از پدر و مادری یهودی که از مجارستان و روسیه مهاجرت کرده بودند، زاده شد. پدر او، جان لی باتوم، اهل کالیفرنیا و با اصالت انگلیسی، آلمانی و فرانسوی است.

## فیلم‌شناسی
| سال  | عنوان                   | نقش           | یادداشت‌ها                              |
| ---- | ----------------------- | ------------- | -------------------------------------- |
| ۱۹۸۲ | هفت عروس برای هفت برادر | کریستی        | مجموعه تلویزیونی، قسمت: «ترانه کریسمس» |
| ۱۹۸۶ | راز کیت                 | براونی اسکاوت | فیلم تلویزیونی                         |